# Abou Zeyd
 (janvier 2016).
Si vous disposez d'ouvrages ou d'articles de référence ou si vous connaissez des sites web de qualité traitant du thème abordé ici, merci de compléter l'article en donnant les références utiles à sa vérifiabilité et en les liant à la section « Notes et références ».
Abou Zeyd (en arabe أبو زيد) était le commandant des armées arabes lors de l'invasion hilalienne du XIe siècle. Sur les ordres des Fatimides, il a envahi le Maghreb pour réprimer les Zirides qui avaient abandonné le chiisme. Ces derniers ont largement affaibli leur État en ravageant de nombreuses villes comme Djelfa, El Oued, Biskra, Bou Saâda ou Ghardaïa.